# Der Bazar

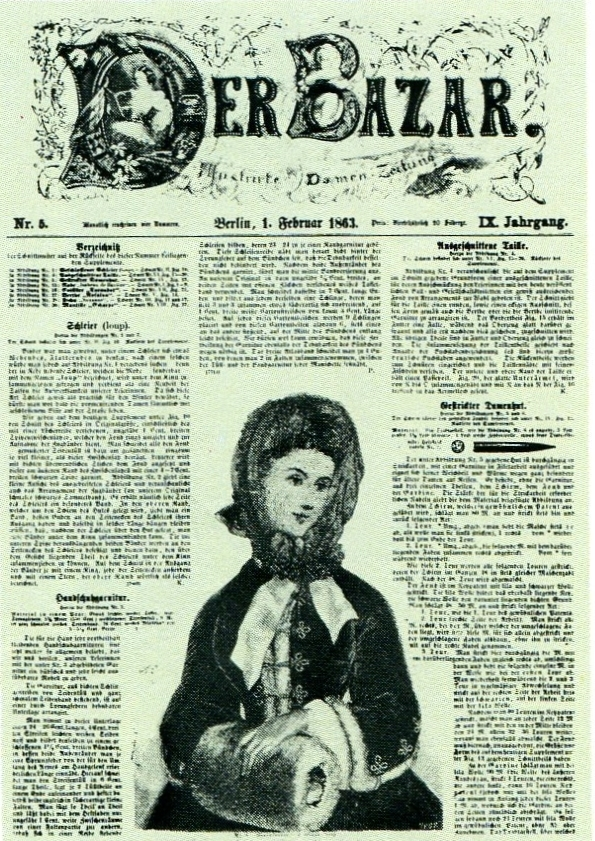
Der Bazar, 1863

Der Bazar. Illustrierte Damen-Zeitung war die wichtigste Frauenzeitschrift des 19. und frühen 20. Jahrhunderts. Die deutsche Ausgabe erschien in Berlin von 1854 bis 1937. Außerdem gab es mindestens zwölf ähnliche Zeitschriften in anderen Ländern.

## Geschichte
Am 10. Dezember 1854 kam die erste Ausgabe von Der Bazar heraus. Leitende Redakteurin war Antonie Klein, die vorher bereits mehrere Modezeitschriften in Berlin verlegt hatte. Der Verleger Louis Schaefer leitete mit seiner Frau Margarethe Schaefer die Herausgabe, beide waren auch redaktionell tätig.
Der Bazar erschien anfangs alle zwei Wochen, seit 1856 wöchentlich. In den 1860er Jahren wurden bereits über 100.000 Exemplare pro Ausgabe im Deutschen Reich verkauft. Dazu entstanden Tochterzeitschriften in etwa zehn Ländern mit weiteren über 100.000 verkauften Ausgaben. Damit war Der Bazar die wichtigste Mode- und Frauenzeitschrift in dieser Zeit im Deutschen Reich und international. Über 200 Mitarbeiter waren für die Herstellung und den Vertrieb in Berlin und Leipzig tätig, darunter Redakteure, Zeichner, Modisten und Graveure.
1871 wurde der Zeitschriftenverlag in die Bazar-Actien-Gesellschaft mit einem internationalen Bankenkonsortium umgewandelt. In dieser Zeit betrug ein Abonnement 10 Reichsmark im Jahr (das wichtigste Konkurrenzblatt Die Modenwelt kostete nur fünf Mark). Später wurden auch deutsche kleinere Ableger wie Die elegante Mode (1890–1913) herausgegeben.
In den 1930er Jahren nahmen Absatz und Umsatz ab. 1937 wurde das Erscheinen der Zeitschrift eingestellt. Sie wurde mit der Modenwelt zur Die neue Modenwelt zusammengelegt. Daraus entwickelte sich seit 1952 die Brigitte.

## Inhalt
Mode und praktischer Teil

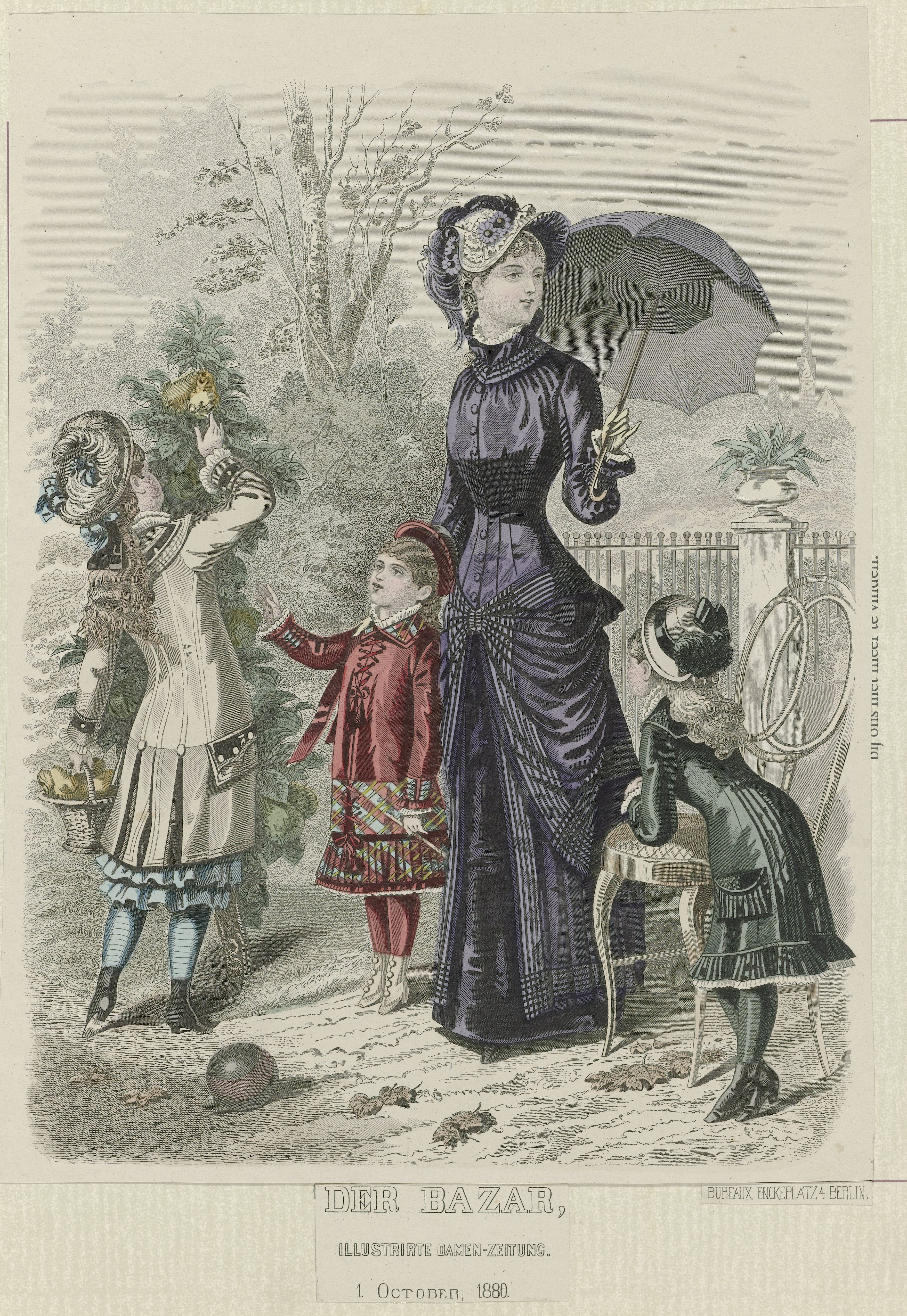
Der Bazar, 1880

Der Bazar enthielt viele Informationen zur neuesten Mode, mit Abbildungen von Modellen, meist als Stahlstiche. Dazu gab es Vorlagen für Handarbeiten mit Schnittmustern in jeder Ausgabe, Kochrezepte, Anleitungen zum Basteln und viele weitere Hinweise für praktische Tätigkeiten. Regelmäßig wurden auch Klaviernoten von zeitgenössischer Unterhaltungsmusik abgedruckt.
Unterhaltungsteil
Dazu gab es einen Unterhaltungsteil, zuerst in jeder Ausgabe, seit 1874 war jede gerade Nummer ausschließlich diesen Themen gewidmet.
Dort wurden Berichte und  belletristische Texte gedruckt, meist als Erstpublikationen, auch von bekannten zeitgenössischen Autoren wie Theodor Storm (Der Spiegel des Cyprianus, 1865), Theodor Fontane (Das Buch einer Königin, 1868; Vor den Thoren von Sedan, 1871), Julius Rodenberg, George Hesekiel, Karl Frenzel, Ludwig Pietsch, Luise Mühlbach, Mark Twain, Iwan Turgenjew, Ouida und vielen anderen.
Außerdem gab es Artikel über Kindererziehung, neueste wissenschaftliche und technische Erkenntnisse, und viele andere Themen, auch über die Situation der Frauen.
Der Erfolg der Zeitschrift Der Bazar beruhte darauf, dass sehr viele Bereiche und Themen aufgeführt wurden, die nicht nur für Frauen der damaligen Zeit, sondern auch für deren Familienmitglieder, wie Ehemänner und Kinder interessant waren.

## Persönlichkeiten
Leiter
Der Bazar wurde von Publizisten und Verlegern als verantwortlichen Redakteuren geleitet.
- Antonie Klein (A. Cosmas), 1854–1855, Gründerin, nur drei Monate, zusammen mit Feodor Wehl
- Louis Schaefer (Ludwig von Schaeffer-Voit), 1855–1856, verantwortlicher Redakteur, mit seiner Frau Margarethe Schaefer, auch Verleger 1854–1871
- Franz Wagner, 1861
- Oscar Liebel, 1862
- Julius Rodenberg, 1865–1867
- Karl August Heigel, 1868–1876
- Ludwig Lenz, 1880–1885
- Leopold Ullstein, 1891–1895, auch Verleger
- Gustav Dahms, 1895–1898
- Philipp Stein, 1899–1906
- Clara Mentzel, 1907–mindestens 1912

## Ausländische Ausgaben

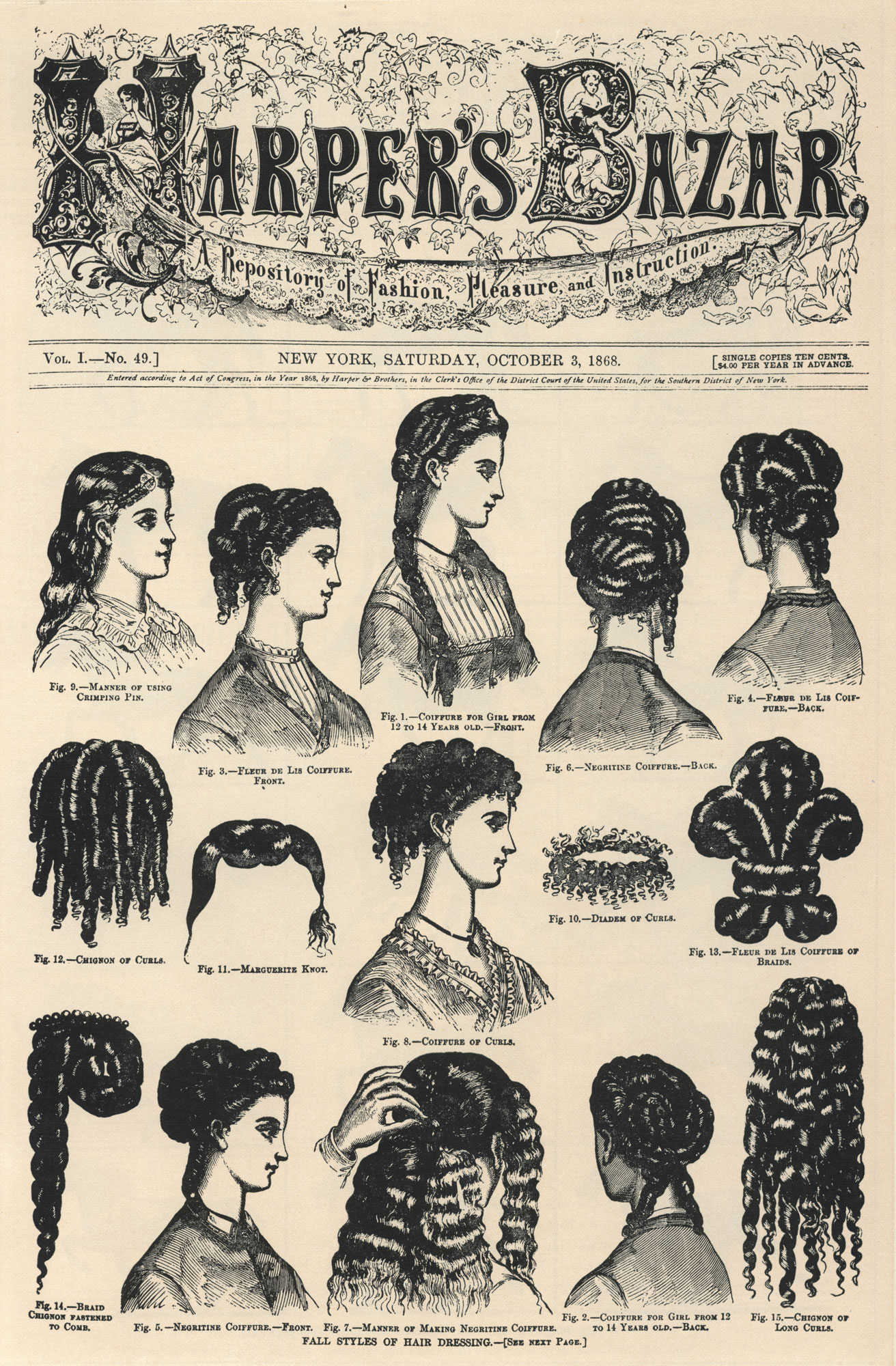
Harper's Bazar, 1868

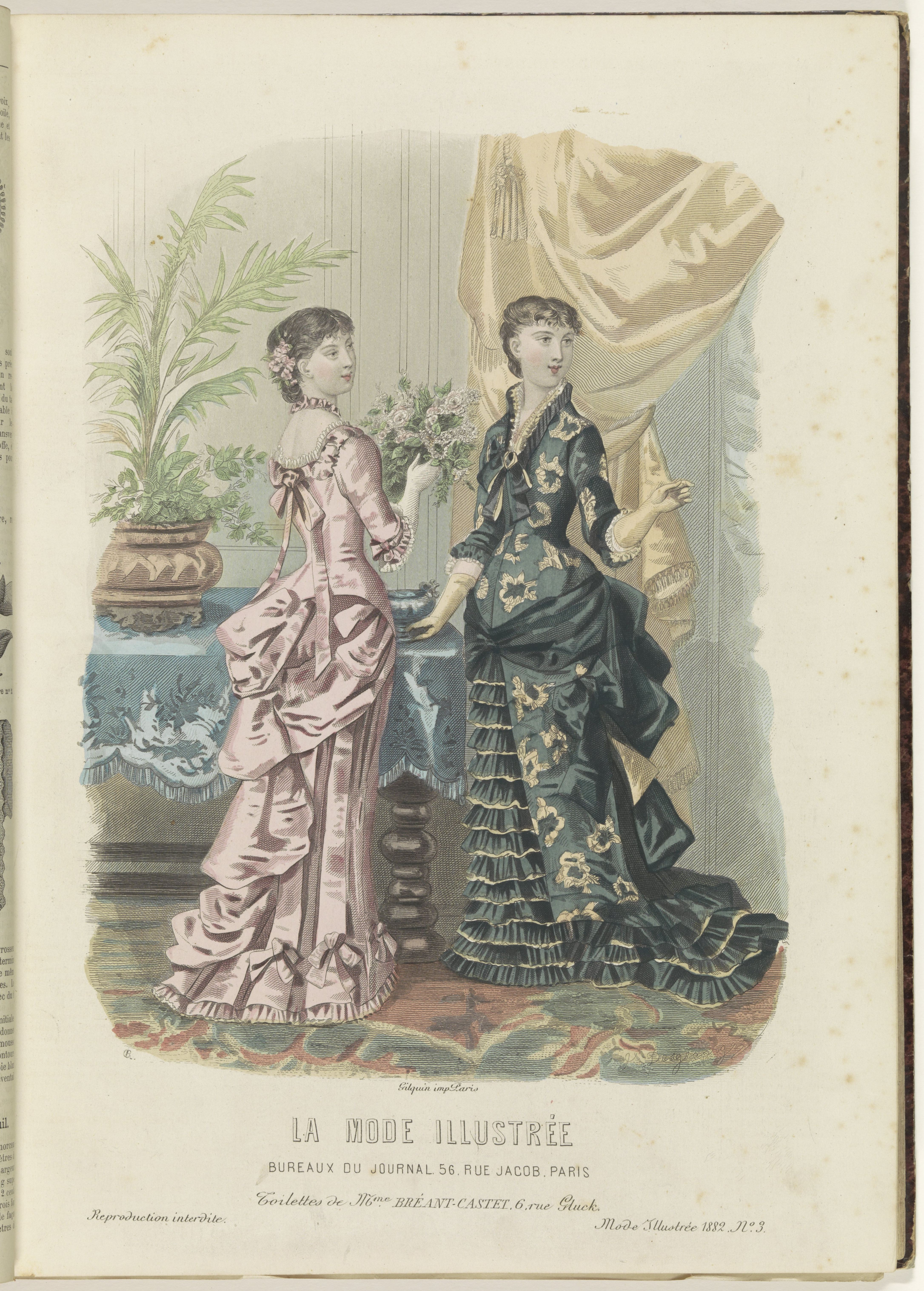
La Mode Illustrée, 1882

Inhalte des Bazar wurden in Modezeitschriften in mindestens elf Ländern übernommen. Eine französische und eine österreichische Ausgabe wurden direkt vom Berliner Verlag herausgegeben, die anderen waren eigenständige Zeitschriften, die Zeichnungen und Inhalte des Bazar in unterschiedlichem Ausmaß übernahmen.
- De Bazar, 1857–etwa 1862, niederländisch, danach Übernahme von Inhalten der Modenwelt des Ullstein-Verlags[8]
- La mode illustrée, 1860– , französisch, durch Bazar-A.-G. Berlin, sehr erfolgreich[9]
- La moda elegante, 1861–1927, spanisch, in Cadiz
- De precieuse, 1862– , niederländisch[10]
- La Novità. Giornale illustrato delle moda, 1864–1943, italienisch, durch Eduardo Gonzogno
- The Englishwoman's Domestic Magazine, Großbritannien, seit 1864 mit Abbildungen aus dem Bazar, seit 1852 bestehend[11]
- Bazar, tygodnik mód, 1865–1866, polnisch[12]
- Magyar bázar, 1866–1904, ungarisch, herausgegeben von Richárd Szábo (1866–1873), Janka und Stephanie Wohl (1873–1901)
- Harper's Bazar, seit 1867, USA, in der Gegenwart eine der führenden Modezeitschriften der Welt
- Nowyj Russkij Basar (Новий русский базар), 1869–1898, gegründet von Wilhelm Goldschmidt, meist Übernahmen aus der deutschen Ausgabe
- Bazar. Mődní příloha ku Květù, 1869–1929, tschechisch, in Prag[13]
- griechische Modezeitschrift, 1872–
- Der Bazar, für Österreich-Ungarn (?), spätestens seit 1899[14]